# الیزابت آملامی
الیزابت ویلیامز-آمِـلامی (انگلیسی: Elisabeth Williams-Omilami؛ زادهٔ ۱۸ فوریهٔ ۱۹۵۱) بازیگر، فعال حقوق بشر، نمایش‌نامه‌نویس و نویسنده اهل ایالات متحده آمریکا است.
او در حال حاضر مدیر «بنیاد اِطعامِ گرسنگان و بی‌پناهان هوسه‌آ» است که سال‌ها قبل، پدرش «هوسه‌آ ویلیامز» بنا نهاده بود و کارش تهیه غذا و سرپناه برای فقرا و افراد بی‌خانمان است.